# ولفگانگ رولف
ولفگانگ رولف (به آلمانی: Wolfgang Rolff) بازیکن فوتبال و هافبک اهل آلمان است که از سال ۱۹۸۳ میلادی عضو تیم ملی فوتبال آلمان بوده‌است. وی در ۳۷ بازی ملی حضور داشته است و آخرین بازی ملی خود را در سال ۱۹۸۹ میلادی انجام داد. ولفگانگ رولف در بازی‌های ملی‌اش گلی به ثمر نرساند.